# Třicet manželek a jiné lásky
Třicet manželek a jiné lásky je sbírka povídek s tematikou manželství a milování od Eduarda Petišky. První, cenzurované vydání, vyšlo v roce autorova úmrtí (1987). Přebal, vazbu a typografickou úpravu navrhl Milan Jaroš, fotografie na přebalu Josef Fousek. Praha, Čs. spisovatel 1987. (Žatva.) 264 stran (náklad 20.000). [Kniha próz; se vstupními básněmi.]
V roce 2005 vyšlo podruhé v nakladatelství BASET Grafická úprava a sazba: Zdeněk Wagner.
Teprve ve druhém vydání mohl soubor povídek Třicet manželek vyjít poprvé ve znění, které autor připravil do tisku, tedy bez oněch nakladatelských zásahů, jaké vedly při prvním vydání k vypuštění řady povídek. Jedná se o knihu posledních povídek Eduarda Petišky.
Text byl rekonstruován do původní podoby na základě autorových rukopisů a přináší plné znění komponované sbírky, která pro rozlišení od svého dřívějšího vydání byla v této edici opatřena doplněním titulu (podle vzoru rozšířeného šestého vydání sbírky povídek Svatební noci – v nakladatelství Adonai – z roku 2004) do nynější podoby Třicet manželek a jiné lásky . . .